# Hungana (langue)
Pour les articles homonymes, voir Hungana.
 (mars 2021).
Le hungana est une langue bantoue menacée[évasif] de la République démocratique du Congo.